# Bastelica
Bastelica je naselje in občina v francoskem departmaju Corse-du-Sud regije - otoka Korzika. Leta 2008 je naselje imelo 531 prebivalcev.

## Geografija
Kraj leži v osrednjem delu otoka Korzike ob reki Prunelli, 38 km severovzhodno od središča Ajaccia. Na ozemlju občine se nahaja zimskošportno središče Val d'Ese.

## Uprava
Bastelica je sedež istoimenskega kantona, v katerega so poleg njegove vključene še občine Cauro, Eccica-Suarella, Ocana in Tolla z 3.447 (l. 2009) prebivalci.
Kanton Bastelica je sestavni del okrožja Ajaccio.

## Zanimivosti
- spomenik domačinu, korziškemu plemiču in vojščaku Sampieru Corsu (1497-1567).